# Марьинский (Калужская область)

Марьинский. Труба бывшего завода.

Пруд в п. Марьинский

Марьинский — село в Думиничском районе Калужской области.

## Название
В 2013 году село Марьинский завод переименовано в Марьинский.

## Население
| 2002 | 2010 |
| ---- | ---- |
| 12   | ↘2   |

## История
В середине 1930-х существовал посёлок Марьинский, насчитывавший 15 домов: в основном деревянные бараки и двухэтажное общежитие для рабочих. Неподалёку были глиняные карьеры, где с 1932 года добывалось сырьё для Речицкого завода огнеупоров. В 1937 в Марьинском построен цех по производству кирпича, и завод стал называться Речицко-Марьинским.
Своё название посёлок получил от деревни Марьино (Марьинка) Будского сельсовета, где до середины 1920-х тоже был небольшой завод по производству огнеупорных изделий. Потом он был закрыт и его оборудование перевезли на новое место, которое и назвали Марьинский завод.
Во время войны Речицкий завод был полностью разрушен. Восстановить его решили в п. Марьинский завод (хотя он также был разрушен) — поближе к основным месторождениям глины. Восстановительные работы начались в 1947 г.

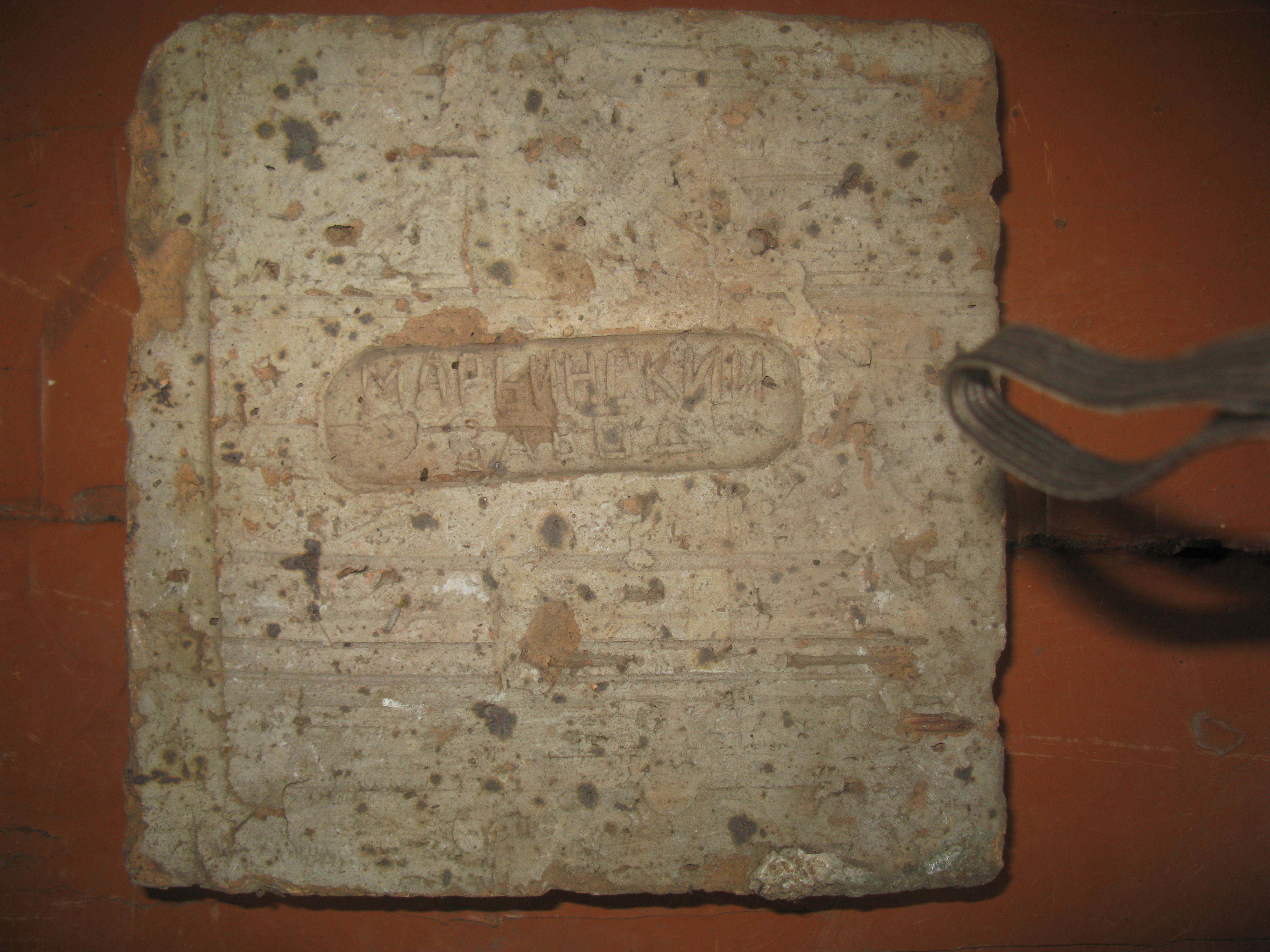
Марьинский кирпич

В 1950-е гг. завод по производству огнеупорного кирпича работал стабильно, планы выполнял. На нём трудилось ок. 70 человек. В посёлке построили 8-летнюю школу, клуб. Но глиняным карьерам требовалась полная реконструкция, стойки шахт обветшали, их состояние грозило аварией. Марьинские шахты закрыли, стали возить глину из Речицкого карьера, но это оказалось экономически невыгодным.
В 1959 произведено 6 тысяч тонн огнеупоров.
В начале 1961 завод передали Думиничскому леспромхозу и на его базе было организовано предприятие по производству хвойной муки. Но поработало оно всего год и было закрыто. С этого времени Марьинский завод стал посёлком лесозаготовителей. В бывшей заводской конторе разместилась контора Паликского лесничества.
Население посёлка стало уменьшаться. Восьмилетняя школа, построенная после войны, была закрыта в 1986 г.
Законом Калужской области от 01.11.2004 № 368-ОЗ «Об изменении статуса населённых пунктов, расположенных на территории административно-территориальных единиц „Думиничский район“, „Кировский район“, „Медынский район“, „Перемышльский район“, „Сухиничский район“, „Тарусский район“, „Юхновский район“ Калужской области» (принят постановлением Законодательного Собрания Калужской области от 21.10.2004 № 982) статус «посёлок» изменён на «село».
Рядом с селом расположено Марьинско-заводское месторождение огнеупорных глин (балансовые запасы 3,2 млн тонн).